# IFolder
iFolder es una aplicación de código abierto, desarrollada por Novell, Inc., que permite compartir archivos entre plataformas a través de redes informáticas.
iFolder trabaja con la idea de compartir carpetas, donde las carpetas son marcadas como compartidas y los contenidos de las carpetas son sincronizados con otros ordenadores a través de una red, tanto directamente entre ordenadores mediante peer-to-peer, como a través de un servidor. Esto permite un uso individual para compartir los propios archivos entre diferentes ordenadores o con otros usuarios.
Las características más relevantes son:
- Administración Multinivel
- Integración con Active Directory
- Asistente de recuperación de claves (passphrase)
- Interfaz de acceso web
- Interfaz de usuario para Linux, Windows y MAC (Cliente iFolder para openSUSE 11.1, openSUSE 11.2, OS X 10.6 y Windows 7)
- Versión de 64 bits de iFolder cliente en Windows